# Ross the Boss
Ross the Boss (született Ross Friedman) (New York, Bronx, 1954. január 3. –) amerikai gitáros, dalszerző. A Manowar gitárosaként lett ismert világszerte az 1980-as években, melynek 1980-as megalakulásától kezdve egészen 1989-ig volt tagja. Korábban a proto-punk The Dictators alapítója és gitárosa volt. Játékstílusa a korai Manowar meghatározó eleme volt. Apai ágon magyar származású, felesége is magyar gyökerekkel rendelkezik.

## Pályafutása
Ross 1973-ban csatlakozott a The Dictators zenekarhoz, mely a punk egyik  előfutára volt. Ezután Franciaországba telepedett le, és egy év erejéig csatlakozott Fabienne Shine Shakin' Street nevű zenekarához. A Shakin' Street 1980-ban a Black Sabbath előzenekaraként turnézott, így Ross találkozott Joey DeMaióval, aki a Sabbath pirotechnikusa volt. Mivel Ross Jimi Hendrixen, Led Zeppelinen, Black Sabbathon, és Mountainen nőtt fel keményebb, metalosabb zenét akart játszani, így Joeyvel megalapaította a Manowart. A zenekarral hat albumot rögzített, és az 1988-as Kings of Metal után távozott.
Ezután régi jóbarátaihoz tért vissza a Manitoba's Wild Kingdomhoz, melyből a The Dictators újbóli feléledése lett. 1994-ben egy blues rock bandát is megalapított a Heyday-t.
2004-ben a Blue Öyster Cult eredeti dobosával, csatlakozik a Brain Surgeons heavy metal formációhoz. Ezután egy instrumentális albumot is felvett a The Dictators dobosával, JP Thunderbolt Patterson-nal.
2005-ben csatlakozott a Manowar Earthshaker Festival-on való fellépésén.
2006 áprilisában fellépett a Keep It True IV Fesztiválon, ahol egy Manowar tribute zenekarral játszotta a régi dalokat.
2006 októberében a The Dictators-szal fellépett a legendás CBGB klubba, mielőtt az végleg bezárt volna.
2007-ben a spanyol The Thunderbolts-al turnézott. Még ebben az évben együtt dolgozott Fabienne Shine-nal.
2008-ban néhány vendégszereplés mellett újra turnézott a The Dictators társaságában. Még ez évben német barátokkal kiadott egy szólóalbumot is, mely a korai Manowar stílusába fogant heavy/power metalt tartalmaz.

## Diszkográfia
The Dictators
- The Dictators Go Girl Crazy! (1975)
- Manifest Destiny (1977)
- Bloodbrothers (1978)

Manowar 
- Battle Hymns (1982)
- Into Glory Ride (1983)
- Hail to England (1984)
- Sign of the Hammer (1984)
- Fighting the World (1987)
- Kings of Metal (1988)

Ross the Boss
- New Metal Leader (2008)